# Birgit Meyer
Birgit Meyer (Emden, 1960) is een Nederlands hoogleraar religiewetenschap aan de Universiteit Utrecht. Eerder was zij verbonden aan de Vrije Universiteit Amsterdam.

## Onderzoek
Sinds 2007 is Meyer lid van de Koninklijke Nederlandse Akademie van Wetenschappen (KNAW). Van deze organisatie kreeg ze, samen met natuurkundige Cees Dekker, in april 2015 de Prijs Akademiehoogleraren, inclusief het bijbehorende geldbedrag van een miljoen euro. Een maand later behoorde ze tot de groep van vier wetenschappers die werden onderscheiden met de Spinozapremie van de Nederlandse Organisatie voor Wetenschappelijk Onderzoek (NWO) en ontving daarbij een geldbedrag van 2,5 miljoen euro.